# Loomisiola crinitapes
Loomisiola crinitapes är en mångfotingart som först beskrevs av Loomis 1972.  Loomisiola crinitapes ingår i släktet Loomisiola och familjen Chelodesmidae. Inga underarter finns listade i Catalogue of Life.